# Божидар Якац
Божидар Якац (словен. Božidar Jakac; 16 июля 1899, Ново-Место, Австро-Венгрия — 20 ноября 1989, Любляна) — словенский и югославский художник-экспрессионист, живописец, фотограф, графический дизайнер, гравёр, климатографист, политик, педагог. Член Сербской и Словенской академии наук и искусств. Лауреат Премии им. Франце Прешерна (1947, 1948 и 1980).

## Биография
Участник Первой Мировой войны. Принял участие в Битве при Изонцо (1918). 
Работал иллюстратором. Первым его наставником был импрессионист Рихард Якопич.
Позже с 1919 г. учился в Академии изобразительных искусств Праги у Якуба Обровски. Был одним из лидеров «Новоместской весны», литературно-художественного движения.
В сентябре 1943 года Якац присоединился к партизанскому движению в Югославии, пропагандировал культуру и образование и отмечал события в многочисленных графических изображениях. В октябре 1943 года участвовал в качестве депутата в Ассамблее делегатов словенской нации в Кочевье, которая представляла собой общее конституционное собрание, организованное Фронтом освобождения Словении с целью создания правовой основы для будущего политического суверенитета словенцев. В том же году он также был среди словенских депутатов на второй конференции Антифашистского вече народного освобождения Югославии. Внёс значительный вклад в создание Люблянской Академии изящных искусств, которая была основана в 1945 году.  Трижды был её руководителем (1945—1947, 1947—1949, 1959—1961) и преподавал там гравюру до выхода на пенсию в 1961 году.
Почётный член Академи изящных искусств Флоренции.
- Почтовая марка с изображением Иосипа Броз Тито